# Leon Haslam

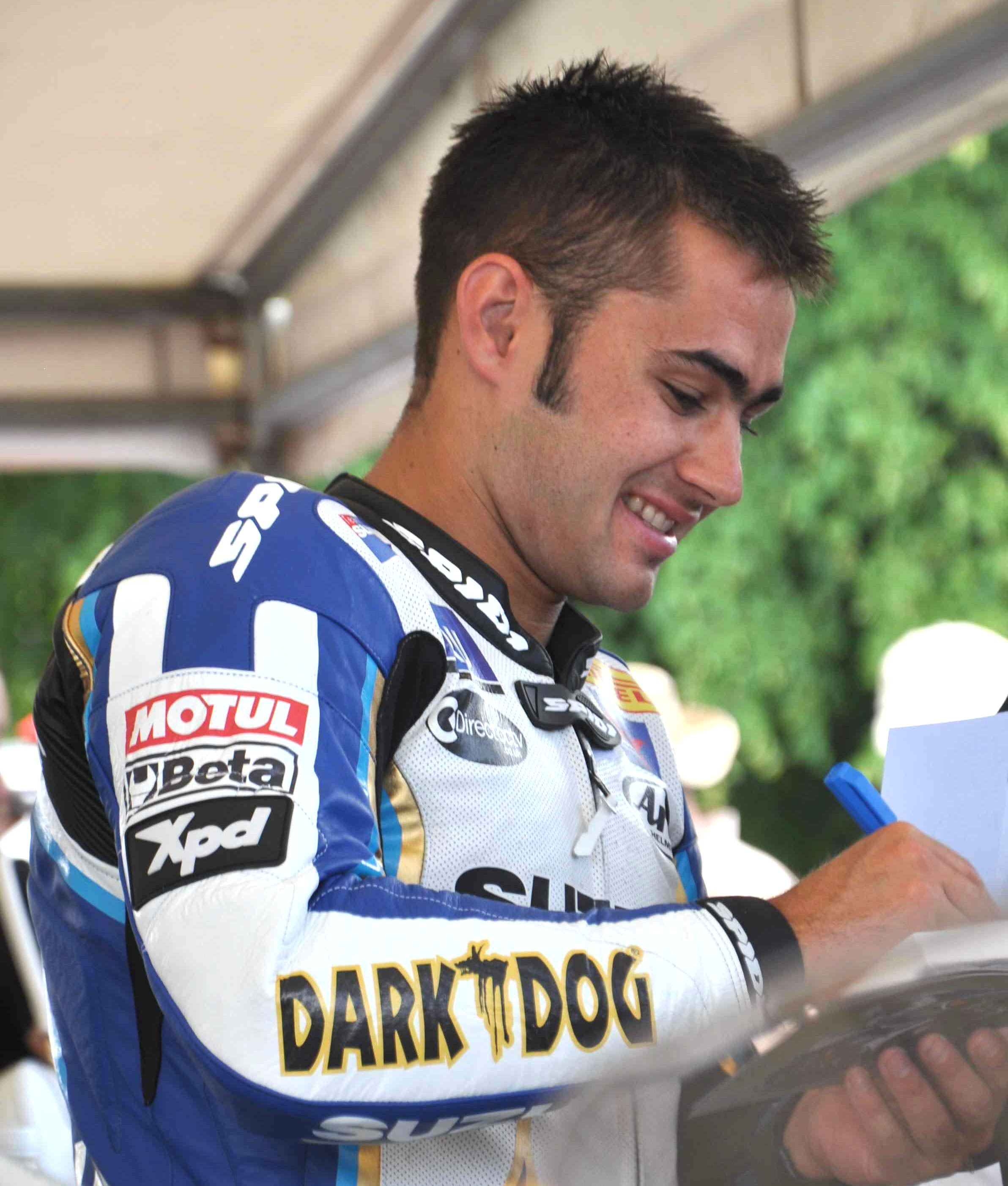
Leon Haslam in 2010.

Leon Lloyd Haslam (Londen, 31 mei 1983) is een Brits motorcoureur. Hij is de zoon van eveneens motorcoureur Ron Haslam.

## Carrière
Haslam begon zijn motorsportcarrière al op jonge leeftijd nadat hij met zijn vader vaak naar diens races afreisde. In 1995 en 1996 won hij het nationale motocrosskampioenschap voor junioren en in 1998 werd hij zevende in het Britse 125cc-kampioenschap. Dat jaar debuteerde hij tevens in de 125cc-klasse van het wereldkampioenschap wegrace met een wildcard tijdens zijn thuisrace op een Honda en eindigde als zeventiende. In 1999 reed hij opnieuw, naast het Britse 125cc-kampioenschap, in zijn thuisrace in het WK 125cc op een Honda als gastcoureur, waarin hij ditmaal negentiende werd.
In 2000 kwam Haslam fulltime uit in het WK 125cc op een Italjet. Het team was echter niet goed voorbereid op het seizoen en tijdens de Grand Prix van Frankrijk wist hij zich niet eens te kwalificeren. Hij behaalde zijn enige puntenfinish met een tiende plaats in Catalonië, waardoor hij met zes punten op plaats 27 in het klassement eindigde.
In 2001 maakte Haslam binnen het WK wegrace de verrassende overstap naar de 500cc-klasse, waarin hij op een Honda reed. Op zeventienjarige leeftijd was hij de jongste coureur die ooit deelnam aan deze klasse. Ondanks zijn geringe ervaring behaalde hij vijfmaal punten met een elfde plaats in de seizoensfinale in Rio de Janeiro als beste resultaat. Echter moest hij vanwege een blessure ook drie races missen. Met 13 punten werd hij negentiende in het kampioenschap.
In 2002 deed Haslam binnen het WK wegrace een stap terug naar de 250cc-klasse en reed hierin opnieuw op een Honda. Hij behaalde viermaal punten, met een zevende plaats in Portugal als beste resultaat. Met 19 punten werd hij achttiende in de eindstand.
In 2003 maakte Haslam de overstap naar het Brits kampioenschap Supersport, waarin hij op een Ducati reed. Na zes races, waarin hij eenmaal op het podium was geëindigd, werd hij overgeplaatst naar het Brits kampioenschap superbike als vervanger van de vertrokken Sean Emmett. Hij werd respectievelijk dertiende en elfde in deze kampioenschappen. Aan het eind van het jaar nam hij tevens deel aan zes races van het wereldkampioenschap superbike, waar twee zesde plaatsen op het TT-Circuit Assen en het Circuit Magny-Cours zijn beste klasseringen waren. Met 35 punten eindigde hij zodoende op plaats 21 in het klassement.
In 2004 kwam Haslam fulltime uit in het WK superbike op een Ducati. Hij behaalde een podiumplaats op de Motorsport Arena Oschersleben en eindigde regelmatig in de top 10. Met 169 punten werd hij achtste in de eindstand als beste rookie. Tevens reed hij in twee raceweekenden van het Brits kampioenschap superbike, waarin hij op Brands Hatch een overwinning boekte.
In 2005 reed Haslam zijn eerste volledige seizoen in het Brits kampioenschap superbike op een Ducati. Hij behaalde drie overwinningen op Oulton Park, Cadwell Park en Brands Hatch en werd met 350 punten vierde in het eindklassement. In 2006 won hij drie races op het Croft Circuit, Cadwell Park, en Brands Hatch en had hij tot de laatste race van het seizoen kans om kampioen te worden. Met 458 punten werd hij echter tweede, met slechts acht punten achterstand op Ryuichi Kiyonari. In 2007 behaalde hij vier zeges op Mondello Park, Cadwell Park en Donington Park (tweemaal) en werd hij met 387 punten derde in het eindklassement achter Kiyonari en Jonathan Rea.

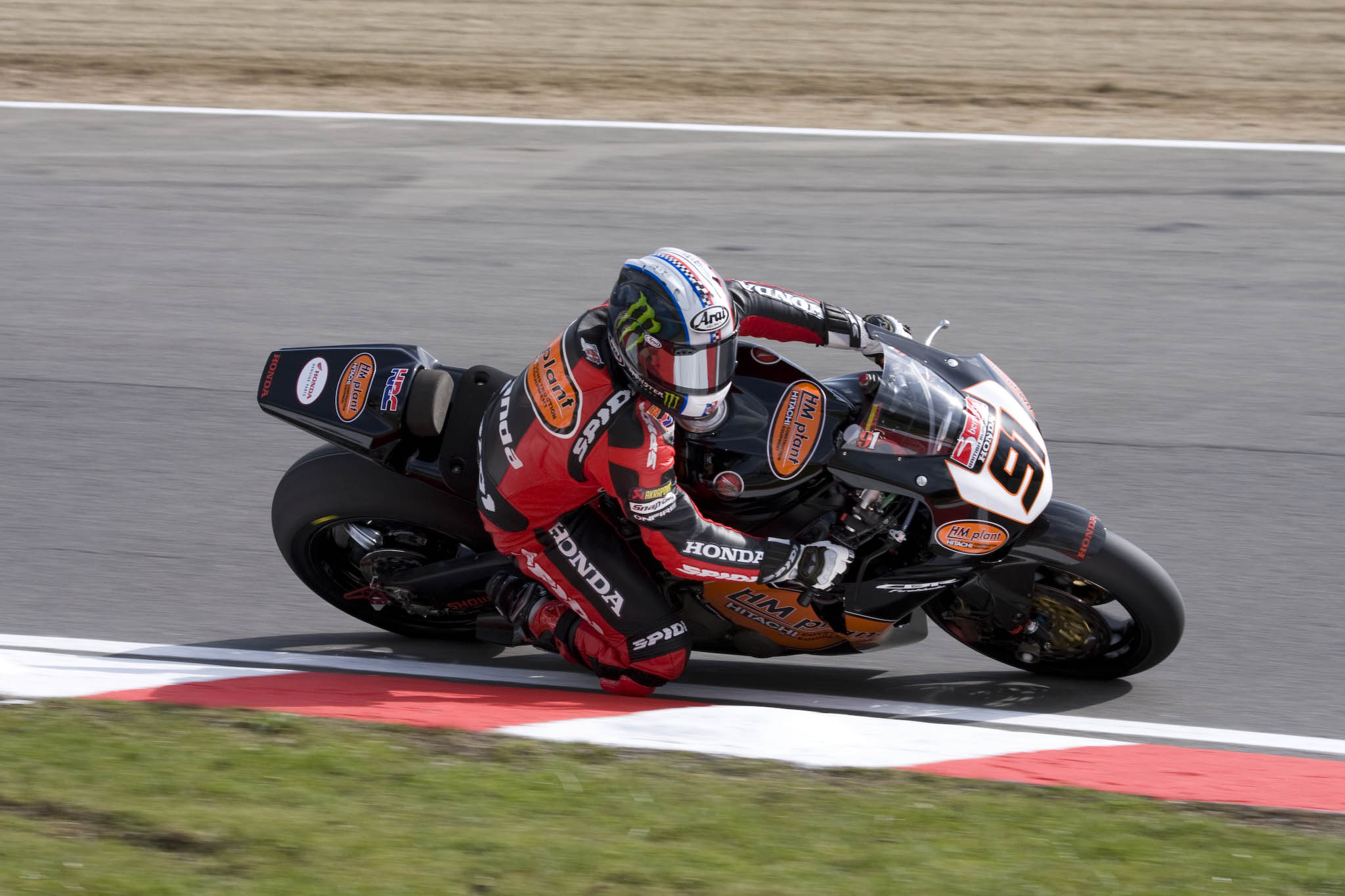
Leon Haslam op Brands Hatch in 2008.

In 2008 verliet het team van Haslam het kampioenschap, waardoor hij op zoek moest naar een nieuw team. Uiteindelijk nam hij op een Honda deel aan het kampioenschap. De eerste seizoenshelft werd gedomineerd door Shane Byrne en het duurde tot het achtste weekend op het Knockhill Racing Circuit tot Haslam voor het eerst een race won. Vervolgens won hij beide races op Cadwell Park en behaalde hij nog twee zeges op het Croft Circuit en Silverstone, waardoor hij achter Byrne tweede werd met 357 punten. Tevens reed hij dat jaar in twee raceweekenden van het wereldkampioenschap superbike op een Honda op Donington Park en het Autódromo Internacional do Algarve, waar hij in de laatste race op het podium stond.

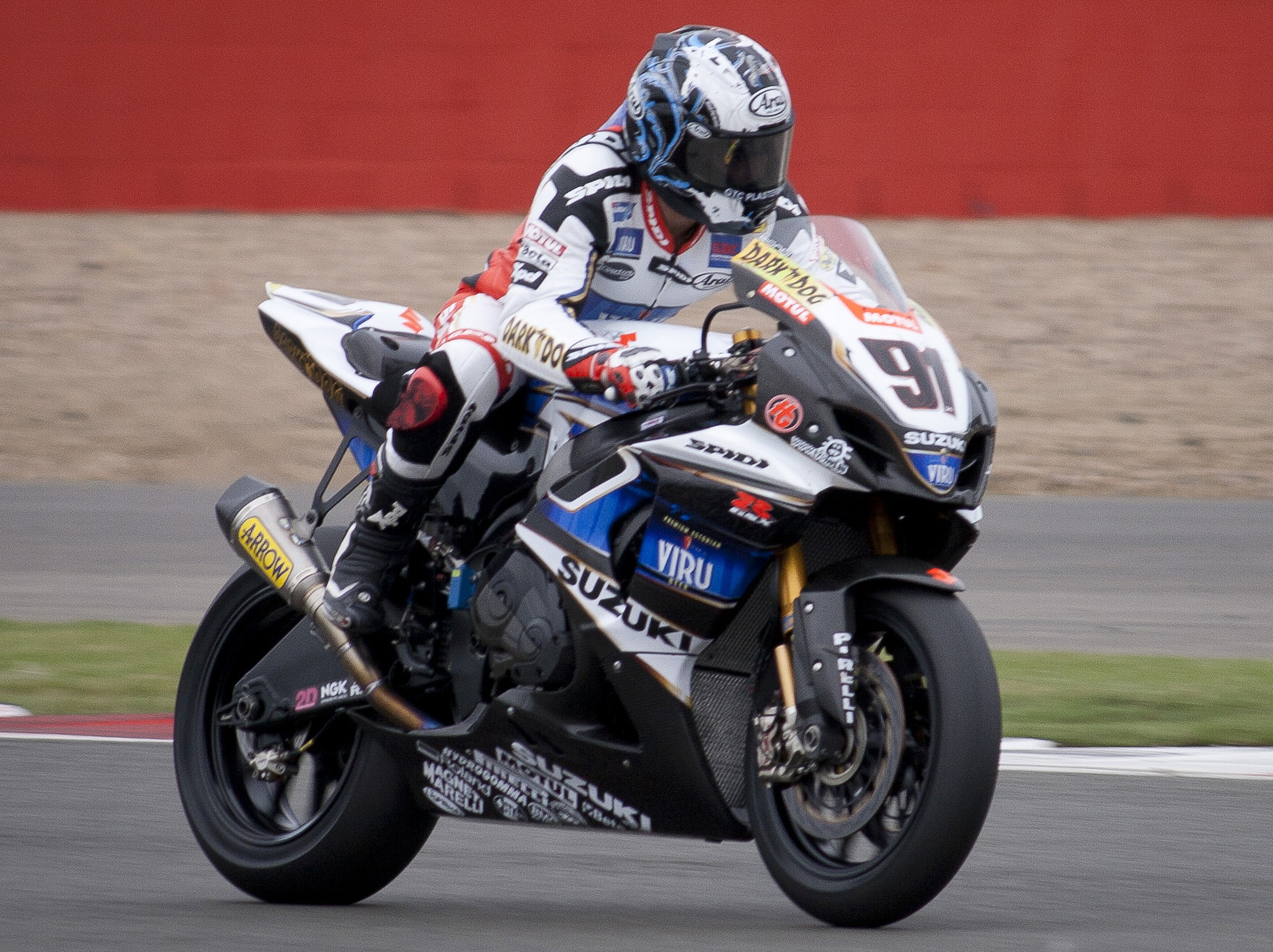
Leon Haslam op Silverstone in 2010.

In 2009 keerde Haslam fulltime terug naar het WK superbike, waarin hij op een Honda reed. Hij behaalde vier podiumplaatsen op het Phillip Island Grand Prix Circuit, het TT-Circuit Assen (tweemaal) en Donington Park en werd zo met 241 punten zesde in het kampioenschap. In 2010 stapte hij over naar een Suzuki en wist hij de seizoensopener op Phillip Island direct te winnen. Ook op het Circuit Ricardo Tormo Valencia en het Circuit Kyalami won hij races. Met 376 punten werd hij achter Max Biaggi tweede in het klassement.

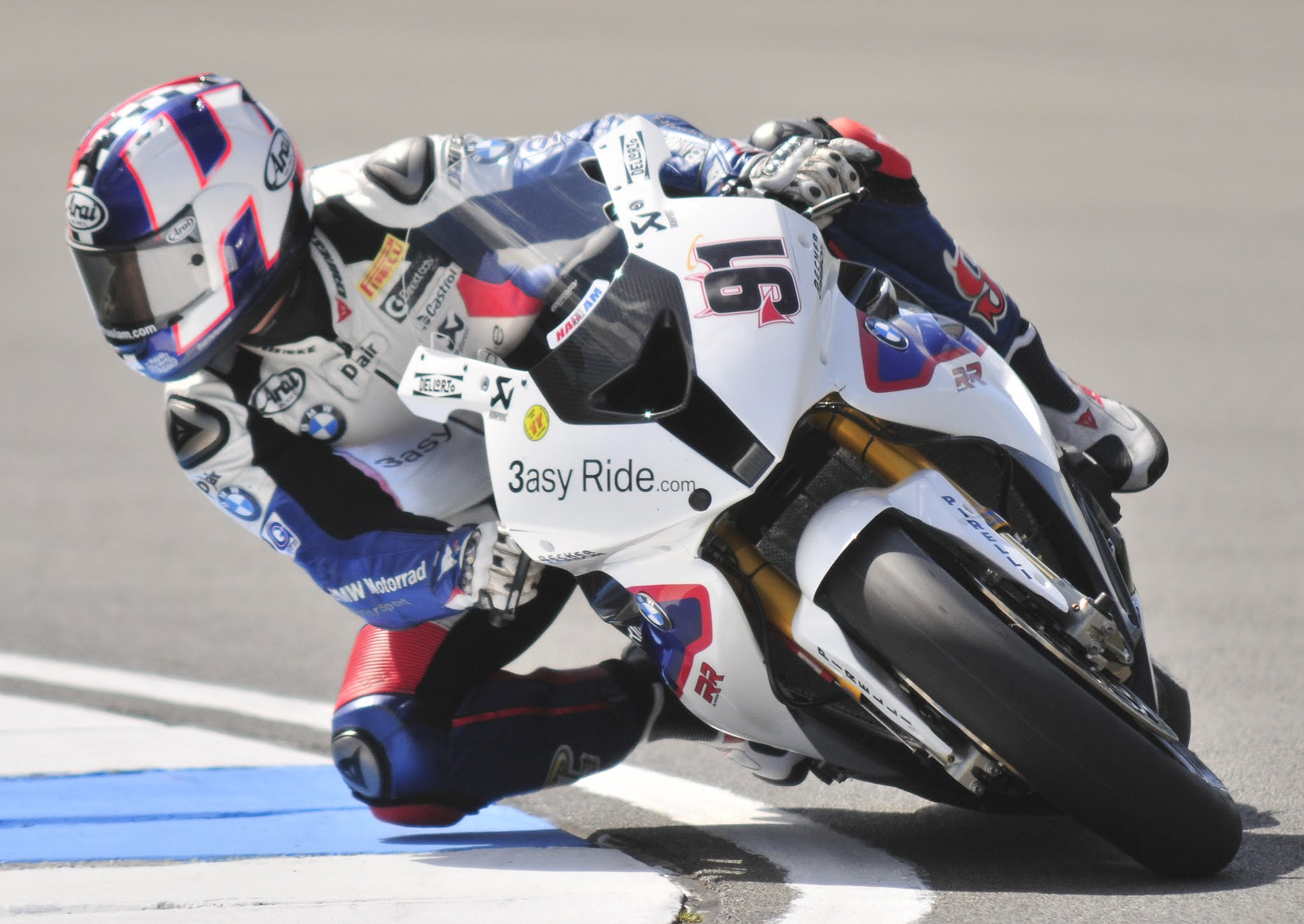
Leon Haslam op Donington Park in 2012.

In 2011 stapte Haslam binnen het WK superbike over naar het fabrieksteam van BMW. Hij behaalde drie podiumplaatsen op Phillip Island, het Autodromo Nazionale Monza en Magny-Cours en werd zo met 224 punten vijfde in de eindstand. In 2012 stond hij op het Autodromo Enzo e Dino Ferrari tweemaal op het podium en behaalde hij tevens podiumplaatsen op Monza, Donington Park en het Misano World Circuit Marco Simoncelli. Met 200 punten werd hij achtste in het klassement.
In 2013 keerde Haslam binnen het WK superbike terug op een Honda bij het team Ten Kate Racing. Hij werd dat jaar echter geplaagd door blessures, waardoor hij zeven races moest missen. Zijn beste resultaten waren drie zevende plaatsen en met 91 punten werd hij dertiende in het klassement. In 2014 keerde hij op Magny-Cours terug op het podium en werd hij met 187 punten zevende. In deze twee jaren nam hij tevens deel aan de prestigieuze 8 uur van Suzuka met Michael van der Mark en Takumi Takahashi en won de race in beide jaren.
In 2015 maakte Haslam in het WK superbike de overstap naar het fabrieksteam van Aprilia. Hij won twee races op Phillip Island en het Losail International Circuit en stond in zeven andere races op het podium. Met 332 punten werd hij achter Jonathan Rea, Chaz Davies en Tom Sykes vierde in het eindklassement.
In 2016 keerde Haslam terug in het Brits kampioenschap superbike, waarin hij op een Kawasaki reed. Hij kende direct een succesvol seizoen waarin hij negen overwinningen boekte en in zes andere races op het podium stond. Met 640 punten werd hij achter Shane Byrne tweede in de eindstand. Dat jaar reed hij ook in het laatste raceweekend van het WK superbike op Losail als vervanger van Anthony West, waar hij de races als elfde en vijfde finishte.
In 2017 behaalde Haslam in het Brits kampioenschap superbike zes overwinningen: twee op zowel Donington Park als Oulton Park en een op zowel het Cadwell Park en het TT-Circuit Assen. Daarnaast stond hij in zes andere races op het podium. Hij stond tot de laatste race van het kampioenschap bovenaan in de tussenstand, maar door een uitvalbeurt zakte hij terug naar de derde plaats achter Shane Byrne en Josh Brookes met 631 punten. Dat jaar reed hij tevens met een wildcard in het WK superbike tijdens zijn thuisrace op Donington Park, waarin hij een podiumplaats behaalde.
In 2018 was Haslam zeer succesvol in het Brits kampioenschap superbike, waarin hij in 26 races vijftien overwinningen behaalde en in zes andere races op het podium stond. Met 699 punten werd hij overtuigend gekroond tot kampioen in de klasse. Tevens kwam hij dat jaar uit in twee raceweekenden van het WK superbike op Imola en Donington Park met een wildcard en behaalde hij in beide raceweekenden eenmaal een negende plaats.
In 2019 keerde Haslam terug als fulltime coureur in het WK superbike bij het fabrieksteam van Kawasaki als vervanger van Tom Sykes. Ten opzichte van zijn teamgenoot Jonathan Rea kende hij echter een teleurstellend seizoen: waar Rea kampioen werd, won Haslam geen enkele race en behaalde hij enkel zes podiumplaatsen. Met 281 punten werd hij zevende in het eindklassement, nog achter Toprak Razgatlıoğlu, die met een klantenmotor van Kawasaki deelnam. Wel won hij met Rea en Razgatlıoğlu de 8 uur van Suzuka.
In 2020 maakte Haslam binnen het WK superbike de overstap naar het fabrieksteam van Honda. Hij behaalde zijn beste resultaat met een vierde plaats op het Motorland Aragón. Hierdoor eindigde hij als tiende in het kampioenschap met 113 punten, evenveel als zijn teamgenoot Álvaro Bautista. In 2021 blijft hij actief bij het fabrieksteam van Honda.